# 柴维乡
柴维乡（藏語：ཚེར་དབད་，威利转写：tsher dbad）是中国西藏自治区昌都市卡若区下辖的一个乡，位于区境北部的扎曲河东岸，平均海拔3400米，总面积946.19平方千米，2000年人口6093人。柴维乡是一个农业乡，主要农产品有青稞、小麦、油菜等。翁达岗、金通一带的传统手工艺品在藏东地区有较高声誉。
2008年，柴维乡下辖10个村委会：金通村、加荣村、翁达村、多雄村、古强村、差达村、格瓦村、柴维村、多拉多村、嘎日村。